# Mușătești, Argeș
Mușătești este un sat în comuna cu același nume din județul Argeș, Muntenia, România.

## Așezarea geografică
Mușătești este un sat argeșean, situat la poalele munților Făgăraș, pe Valea râului Vâlsan, la intersecția dintre drumurile care duc de la Pitești la Brădet și de la Curtea de Argeș la Câmpulung și are înfățișarea unei uriașe cetăți.

## Toponimie
Mușătești - toponim derivat din termenul Mușat (având la origine, arom. mușat, echivalent cu frumos), la care se adaugă sufixul colectiv -ești, care semnifică organizarea socială, având la bază obștea. Potrivit tradiției orale locale, Mușat era un  comandant în oastea lui Basarab I Întemeietorul.

## Specific arhitectural
Fiind frecvent atestate ca locuințe în secolul al XIX-lea, bordeiele de pământ se folosesc în prezent ca depozit de produse agricole. Tot în aceeași perioadă se edificau construcții de locuit din cununi de bârne încheiate „stânește” sau din nuiele tencuite. Planul casei prevedea: tinda, celarul, precum și odaia de locuit. În primele decenii ale secolului XX, se generaliza un anumit tip de locuință, și anume casa cu plan redus, formată din tindă și odaie. S-a înregistrat o creștere considerabilă a caselor prevăzute cu soclu înalt, cu gârlici amplasat lângă pivniță, precum și cu ușă de intrare spre scara de acces spre o sală superioară.

## Istoric
Din tradiția locului aflăm faptul că satul a fost întemeiat de Petru Mușat, comandant în oastea domnitorului Basarab I Întemeietorul.  Mușăteștii sunt consemnați într-un hrisov din 1iunie 1475,când voievodul Basarab Cel Bătrân dăruiește unui jupân pe nume Stance și fratelui său Badea, precum și fiilor lor satele: Făgețel,Cerașeni și Mușătești, de asemenea și jumătate din satul Cerbăreni. În timpul domnitorului Mihai Viteazul, o parte din sat a fost distrusă de tătari; ca urmare a cestui fapt, tinerii au fost luați robi, fiind ulterior eliberați de către alți români. În acest context bisericii Robăișoara i s-a dat foc, iar bătrânii și copiii din sat au fost uciși prin spânzurare. În decursul timpului, satul Mușătești a cunoscut mai multe conduceri, astfel încât, o mare parte a satului împreună cu schitul Robaia, a fost  sub stăpânirea mânăstirii Bucovăț, de lângă Craiova, aceasta fiind ulterior vândută lui Mușat Clucerul. Documentele istorice consemnează numele lui Mușat Mușătescu, ca proprietar al satului Mușătești, alături de fiica sa, jupâneasa Livera, de ginerele său, Mihai Logofătul și de părinții acestuia. La începutul secolului al XIX-lea, satul Mușătești și-a adus aportul în procesul de emancipare politică, economică și culturală a maselor țărănești. De-a lungul secolelor al XVIII-lea și al XIX-lea, s-a ridicat din satul Mușătești, Nicolae Popescu, care a scris pagini de cronică vie, care l-au ajutat ulterior pe istoricul C.D. Aricescu la alcătuirea amplei Istorii a revoluțiunii române de la 1821. O altă personalitate a satului Mușătești a fost Popa Dincă (1818-1863), care a  colaborat activ cu Nicolae Bălcescu, frații Golești, Ion Heliade Rădulescu, C. A. Rosetti, luptând atât împotriva nedreptăților, cât și pentru realizarea unei noi ordini sociale. A fost secretar și delegat al lui Ion Eliade Rădulescu în ceea ce privește împărțirea manifestelor revoluționare, înainte de revoluția din 1848. Acțiunile sale au fost încurajate și susținute de către Toma Popescu, fratele său, prieten cu Nicole Bălcescu și colaborator activ al popularizării Constituției, în formarea revoluției. În anul 1875, se ridică din cadrul satului Mușătești, învățătorul Constantin Dobrescu-Argeș, născut în 28 iunie 1856, fiind primul din cei 14 copii ai lui Ion Dobrescu și ai Mariei, fiica pașoptistului Toma Popescu. Constantin Dobrescu- Argeș, a fost învățător al școlii din Mușătești, preocupându-se riguros de soarta școlii rurale, devenind un deschizător de conferințe științifice, unde-și expunea propria concepție pedagogică-didactică.În anul 1879 ia naștere la Mușătești „Ateneul Central Rural”, înființat de Constantin Dobrescu-Argeș, care prin statutul său prevedea activități culturale precum: teatru țărănesc, jocuri populare,cor, muzeu etnografic și pedagogic, bibliotecă publică, cercuri culturale, școală de adulți, precum și o revistă care să popularizeze activitațile desfășurate în cadrul acesteia.

## Patrimoniul cultural istoric
- Biserica „ Sfântul Gheorghe și Sfinții Arhangheli Mihail și Gavriil”, Mușătești (1855-1857) ctitorită de către  preotul Constantin Popescu, zidită de către părintele Drăgoi din Vâlsănești, cheltuiala edificiului de cult, fiind suportată de către enoriașii satului. Pictura murală a locașului de cult i-a aparținut pictorului Belizarie Paraschivescu, fiind efectuată în anul 1857. Biserica a suportat mai multe intervenții, de-a lungul timpului, mai exact în anii: 1894, 1900, 1935, 1944, 1971.
- Biserica din lemn cu hramul „Sfinții Voievozi” este monument istoric, fiind construită în anul 1727.

Crucea de piatră este de asemenea monument de cult, fiind amplasată într-un loc viran din centrul localității. Fiind ridicată în anul 1714, a suferit deteriorări în timpul inundațiilor din anul 1975. Pe această cruce stă amplasată inscripția: „Ridicatu-s-a această sfântă cruce întru cinstea și slava Domnului nostru I.H. și întru pofala Sfântului Nicolae Ciudotvorețu de la Miralichia, în zilele mării sale Io Constantin voievod, de robul lui Dumnezeu Ion sin Alexandru Șuță ot Vâlsănești. Și am făcut și această fântână dă piatră, că i s-au tăiat și pădurea de s-au deșchis drumul. Ca să-i fie pomană dumnealui în veaci și părinților dumnealui.”